# Gloeospermum boreale
Espèce
Statut de conservation UICN

 CR C2b : 
En danger critique
Gloeospermum boreale est une espèce de plantes à fleurs de la famille des Violaceae.

## Publication originale
- Publications of the Field Museum of Natural History, Botanical Series 9(4): 309. 1940. (22 Mar 1940)